# Volcà de la Garrinada
El volcà de la Garrinada és dins la ciutat d'Olot (La Garrotxa). És el volcà més antic de la zona, amb uns 130.000 anys d'antiguitat i és una Reserva Natural que forma part del Parc Natural de la Zona Volcànica de la Garrotxa.
Té tres cràters, resultat de les diferents fases de l'erupció: el superior, anomenat de la Mosquera, té un diàmetre de 150 metres; el central és el de la Garrinada i té un diàmetre de 300 metres, i és vorejat per un dic basàltic anul·lar; i el cràter més baix, del Bufador, amb un diàmetre de 423 metres, ocupa la posició inferior.
Es creu que l'erupció del volcà, poc estudiada, es va produir en quatre fases: la primera, estromboliana, va donar lloc al cràter de la Mosquera; la segona va ser freatomagmàtica i es va generar en el cràter interior; la tercera també va ser estromboliana i es va donar en el cràter central. Finalment, en l'última va emetre una colada de lava.
Es troba alineat sobre la mateixa fractura amb els volcans Montsacopa i Montolivet. La part visible del volcà té una base circular d'uns 800 metres de diàmetre i una alçada del con de 116 metres, però la part inferior, coberta per colades de lava, és força considerable, de manera que és un dels volcans més grans de la regió.